# Port de Roet
El Port de Roet és una collada de muntanya situada a 1.579,1 m alt en el terme comunal de Llo, de la comarca de l'Alta Cerdanya, a la Catalunya del Nord, a la dreta del Rec de Galamany. És al nord-est del terme de Llo, al nord del poble de Roet, al sud-oest de Coma Fumada.